# Warlitz
Warlitz là một đô thị ở huyện Ludwigslust, bang Mecklenburg-Vorpommern, Đức. Đô thị này có diện tích 23,73 km², dân số thời điểm 31 tháng 12 là 491 người.